# She Moves in Her Own Way
She Moves in Her Own Way is een single van de Britse popgroep The Kooks. Het is afkomstig van hun debuutalbum Inside In/Inside Out. She Moves In Her Own Way werd in Nederland een top 10-hit in de 3FM Mega Top 50. Ook behaalde het nummer de Nederlandse Top 40 met een 35e positie.
In het nummer bezingt zanger Luke Pritchard zijn liefde voor een meisje dat haar eigen weg op gaat. Een passage uit het refrein: But uh oh, I love her because she moves in her own way. Er wordt vermoed dat dit nummer over zangeres Katie Melua gaat.

## Hitnoteringen
| "She Moves In Her Own Way" in de Nederlandse Top 40 - binnen: 04-11-2006 | "She Moves In Her Own Way" in de Nederlandse Top 40 - binnen: 04-11-2006 | "She Moves In Her Own Way" in de Nederlandse Top 40 - binnen: 04-11-2006 | "She Moves In Her Own Way" in de Nederlandse Top 40 - binnen: 04-11-2006 | "She Moves In Her Own Way" in de Nederlandse Top 40 - binnen: 04-11-2006 | "She Moves In Her Own Way" in de Nederlandse Top 40 - binnen: 04-11-2006 |
| Week                                                                     | 1                                                                        | 2                                                                        | 3                                                                        | 4                                                                        |                                                                          |
| ------------------------------------------------------------------------ | ------------------------------------------------------------------------ | ------------------------------------------------------------------------ | ------------------------------------------------------------------------ | ------------------------------------------------------------------------ | ------------------------------------------------------------------------ |
| Nummer                                                                   | 40                                                                       | 37                                                                       | 35                                                                       | 40                                                                       | uit                                                                      |

### NPO Radio 2 Top 2000
She Moves in Her Own Way stond alleen in 2014 in de NPO Radio 2 Top 2000, op plek 1583.